# Métro de Kanpur
Le métro de Kanpur est un réseau métropolitain desservant Kanpur, dans l'Uttar Pradesh en Inde. Mis en service le 28 décembre 2021, il ne se compose pour l'heure que d'une seule ligne de 8,98 km comportant neuf stations. À terme, le réseau devrait compter deux lignes.